# Nyabitare (periodiskt vattendrag i Burundi, Ruyigi)
Nyabitare är ett periodiskt vattendrag i Burundi.   Det ligger i provinsen Ruyigi, i den centrala delen av landet, 90 km öster om huvudstaden Bujumbura.
I omgivningarna runt Nyabitare växer huvudsakligen savannskog. Runt Nyabitare är det ganska tätbefolkat, med 207 invånare per kvadratkilometer.